# Zully Moreno
Zulema Esther González Borbón, nota come Zully Moreno (Villa Ballester, 17 ottobre 1920 – Buenos Aires, 25 dicembre 1999), è stata un'attrice argentina.

## Biografia
Iniziò a lavorare nel cinema quasi per caso nel 1938, dopo aver risposto ad un annuncio in cui si cercavano comparse e in breve tempo ottenne ruoli da coprotagonista e iniziò anche a recitare in teatro. Nel 1947 si unì in matrimonio con il regista Luis César Amadori e grazie a lui ebbe modo di ottenere ruoli significativi in pellicole dirette da lui o da altri registi molto importanti tanto da far arricchire la casa di produzione Argentina Sono Film di cui il marito stesso era uno dei soci.
Nel 1950 venne chiamata in Messico, dove interpretò 3 pellicole; in seguito al colpo di stato del 1955 che depose il presidente Perón si trasferì in Spagna, dove visse per molti anni. Nonostante venisse apprezzata dal pubblico e dai critici piano piano diradò i suoi impegni cinematografici. Dopo la morte del marito avvenuta nel 1977 ebbe modo di dirigere il teatro Maipo di Buenos Aires e la casa di Produzione ma dopo alcuni anni decise di ritirasi a vita privata. Morì a 79 anni nel 1999 vittima della sindrome di Alzheimer.

## Filmografia parziale
- Cándida, regia di Luis Bayon Herrera (1939)
- De México llegó el amor, regia di Richard Harlan (1940)
- En la luz de una estrella, regia di Enrique Santos Discépolo (1941)
- Orquesta de señoritas, regia di Luis César Amadori (1941)
- Los martes, orquídeas, regia di Francisco Múgica (1941)
- En el último piso, regia di Catrano Catrani (1942)
- Fantasmas en Buenos Aires, regia di Enrique Santos Discépolo (1942)
- Bajó un ángel del cielo, regia di Luis César Amadori (1942)
- Historia de crímenes, regia di Manuel Romero (1942)
- Stella, regia di Benito Perojo (1943)
- Apasionadamente, regia di Luis César Amadori (1944)
- Dos ángeles y un pecador, regia di Luis César Amadori (1945)
- Cristina, regia di Francisco Múgica (1946)
- Il demone della gelosia (Celos), regia di Mario Soffici (1946)
- La gata, regia di Mario Soffici (1947)
- L'ultimo dei Montecristo (Dios se lo pague), regia di Luis César Amadori (1948)
- La trampa, regia di Carlos Hugo Christensen (1949)
- María Montecristo, regia di Luis César Amadori (1951)
- Cosas de mujer, regia di Carlos Schlieper (1951)
- Vivrò nel tuo ricordo (La mujer de las camelias), regia di Ernesto Arancibia (1953)
- El Barro humano, regia di Luis César Amadori (1955)
- El amor nunca muere, regia di Luis César Amadori (1955)
- Amor prohibido, regia di Luis César Amadori (1958)
- La noche y el alba, regia di José María Forqué (1958)
- Un trono per Cristina (Un trono para Cristy), regia di Luis Cesar Amadori (1961)